# Ihor Naumovyč Šamo
Ihor Naumovyč Šamo (in ucraino І́гор Нау́мович Шамо́?; Kiev, 21 febbraio 1925 – Kiev, 17 agosto 1982) è stato un compositore ucraino.

## Biografia
Nacque a Kiev il 21 febbraio 1925 da una famiglia di origini ebraiche. Si diplomò al Collegio musicale "Mykola Lysenko" di Kiev, la prima scuola specializzata in Ucraina. Si diplomò anche come infermiere e all'inizio del 1942, all'età di 16 anni, si offrì volontario per il fronte durante la Seconda guerra mondiale, rimanendo ferito.
Dopo la smobilitazione nel 1946, Ihor Šamo entrò al Conservatorio di Kiev, dove si diplomò con lode in Composizione nel 1951, nella classe del professor Borys Ljatošyns'kyj. Durante il terzo anno di conservatorio fu ammesso all'Unione dei Compositori dell'Ucraina. Durante i suoi studi ha lavorato nel teatro amatoriale dello stabilimento industriale di armi "Arsenal", dove ha realizzato arrangiamenti musicali per spettacoli. Al concerto di laurea ha eseguito al pianoforte la sua "Ballata da concerto" accompagnato da un'orchestra sinfonica, brano entrato subito nel suo repertorio ed eseguito successivamente dall'autore sia a Kiev che a Mosca.
Ihor Šamo visse a Kiev per il resto della sua vita. Fu autore di sinfonie, brani per pianoforte, musica per film e più di 300 canzoni. Per molti anni ha collaborato con il poeta ucraino Dmytro Lucenko, con il quale è stato coautore delle canzoni "La mia Kiev", "Non fate rumore, viburni", "Oro d'autunno", "Canzone della felicità" e molte altre. Il compositore apprezzava l'impulsività di Schumann, l'ampiezza e la pienezza armoniosa di Rachmaninov, la severità ascetica e la potenza di Musorgskij.
Dalla moglie Ljudmila Bol'šakova ebbe due figli: Jurij Šamo (1947-2015), compositore che visse in Germania, e Tamara Šamo, attivamente coinvolta nella conservazione e nella promozione del patrimonio creativo del padre.
Ihor Šamo morì il 17 agosto 1982 di cancro allo stomaco. È sepolto nel Cimitero Bajkove.

## Composizioni
- "Fantasia Russa" è il suo primo lavoro, romanza per violoncello e pianoforte
- Tre sinfonie
- Concerto per flauto e archi (1977)
- Concerto per fisarmonica e orchestra d'archi (1981)
- Opere da camera (quartetti, brani per bandura, ecc.)
- Opera popolare "I giochi di Jatra" (libretto di V. Juchimovič)
- Cantate
- Canzoni su testi di vari autori
- Composizioni pianistiche tra cui si ricordano: le raccolte "Taras Dumas" (1960), "Suite ucraina", "Acquerelli hutsuli"; "Marcia fantastica" (1946), "Preludi", "Humoresque", due toccate, "Fantasia di variazioni" (1947, trio per pianoforte)
- musiche originali per una quarantina di film (tra cui: Maksimka (1953), Il comandante della nave (1954), Il marinaio Chizhik (1955), Mal'va (1957), E.S. - Evento Straordinario (1958), La canzone della foresta (1961)), Il fiore sulla pietra (1962)), cartoni animati, documentari, programmi radiofonici e spettacoli teatrali.

## Onorificenze

Targa commemorativa al n. 8 di via Kostol'na a Kiev

Sul muro esterno della casa di via Kostolna a Kiev, dove visse il compositore, è stata collocata una targa commemorativa.